# Erdenet
Erdenet (en mongol: Эрдэнэт ᠡᠷᠳᠡᠨᠢᠲᠦ tr.: «con el tesoro») es la segunda ciudad en tamaño de Mongolia. Capital del aymag (provincia) de Orhon.

## Historia
Erdenet es una de las ciudades más jóvenes de Mongolia, fundada en 1974 después del descubrimiento de grandes yacimientos de cobre. En 1977 fue inaugurada la línea ferroviaria (120 km) de vía sencilla entre Erdenet y Darhan, una importante estación de la línea Ferroviaria Transmongólica. En 1981 se fundó una fábrica de alfombras. A mediados de los años 80 del siglo pasado más de un 50 % de los habitantes eran rusos que trabajaban en Erdenet como ingenieros o mineros. Antes de la caída del comunismo en 1990, la presencia de los rusos determinaba en un alto grado la vida cotidiana en la ciudad. Actualmente un 10 % de los habitantes son rusos. Un porcentaje relativamente elevado de los habitantes son miembros de La Iglesia de Jesucristo de los Santos de los Últimos Días, cuyo edificio se halla en el oeste del centro.

## Economía
Debido a los yacimientos de cobre Erdenet tiene una importancia enorme para la economía de todo el país. Aproximadamente 8000 personas están empleadas en la mina y en su fábrica metalúrgica que produce entre 25 y 40 millones de toneladas de mineral de cobre por año. La mina que es una de las minas de cobre más grandes del mundo produce un 40 por ciento de las divisas recaudadas por el Estado de Mongolia.
Otro factor económico importante de la ciudad de Erdenet es la fábrica de alfombras que tiene 900 empleados. Cada año la fábrica trabaja 2000 toneladas de lana de oveja produciendo alfombras, zapatos de fieltro y otros artículos de lana.

## Infraestructura
La ciudad cuenta con un hospital, varios hoteles y restaurantes. El estado de la carretera asfaltada entre Erdenet y la capital Ulán Bator es bueno. La distancia es de 371 kilómetros. El trayecto dura 8 horas en autobús o en coche y 11 horas en tren. La estación ferroviaria de Erdenet es relativamente pequeña y se halla en el este a 9 km de la ciudad. Cada día hay solamente un tren en cada dirección.

## Atracciones turísticas
- En el Palacio de la Cultura se halla el Museo de la Minería.[6]
- El Museo de la Aymag (Provincia) de Orhon fundado en 1983 muestra, entre otros objetos, un modelo de la mina.
- El Monumento de la Amistad con La Unión Soviética, construido en 1984, se halla en el nordeste del centro sobre una colina y ofrece una vista panorámica de la ciudad.
- Un nuevo templo budista en construcción con una alta estatua de Buda se halla en el este de la ciudad.
- Se puede visitar la mina de cobre con su explotación al cielo abierto que se encuentra en el este de la ciudad a 6 kilómetros del centro.
- Es posible visitar la fábrica de alfombras en el este de la ciudad a 2 kilómetros del centro.
- El monasterio Amarbayasgalant es una congregación budista a 60 kilómetros de la ciudad en una región escasamente poblada. Fue fundado entre 1727 y 1737, parcialmente destruido en 1937 y reconstruido a partir de 1975 con el apoyo financiero de la UNESCO.

## Demografía
| Gráfica de evolución de Erdenet entre 1975 y 2013 |
|                                                   |
| NSO                                               |

## Galería

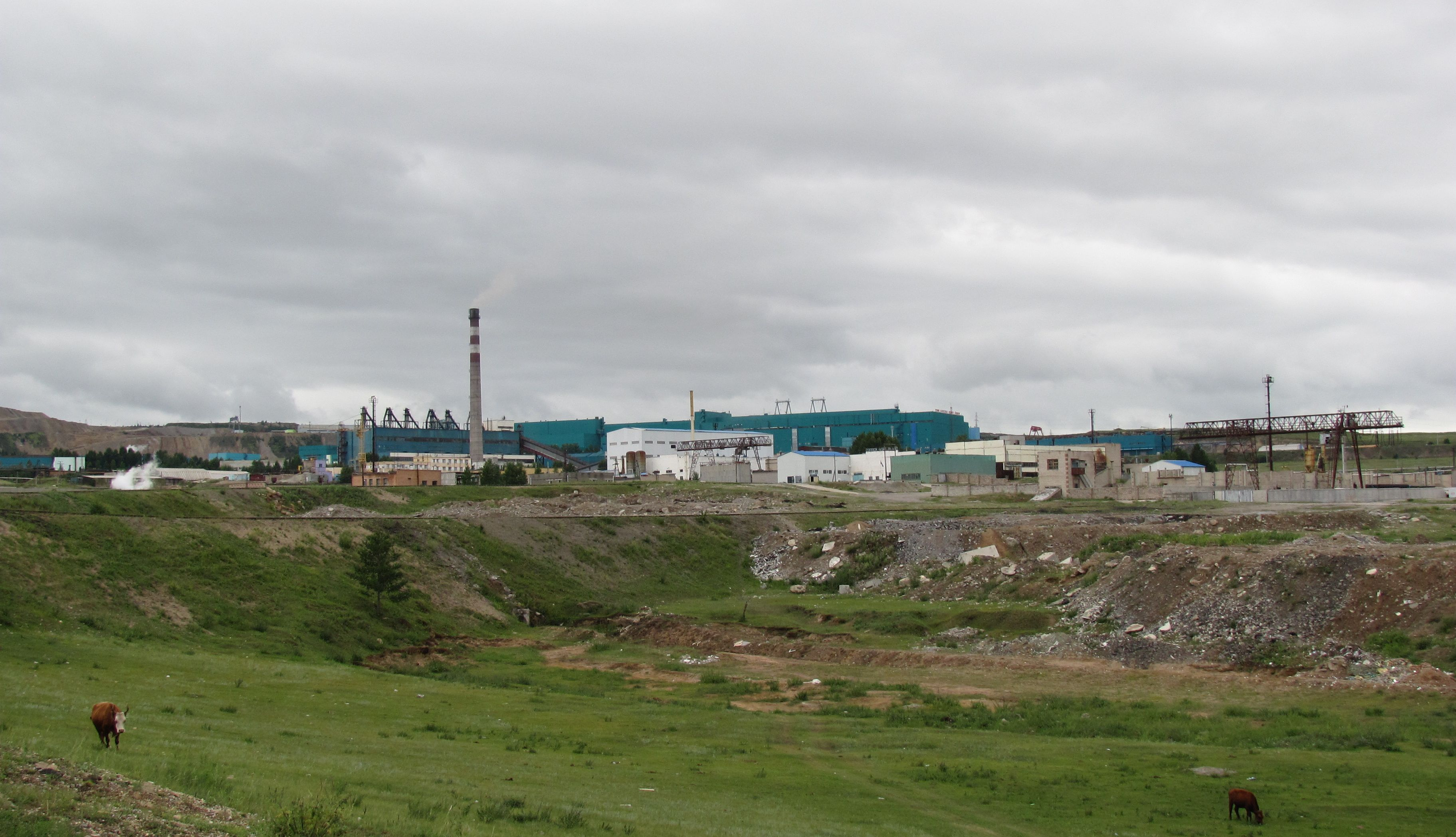
Fábrica metalúrgica de cobre
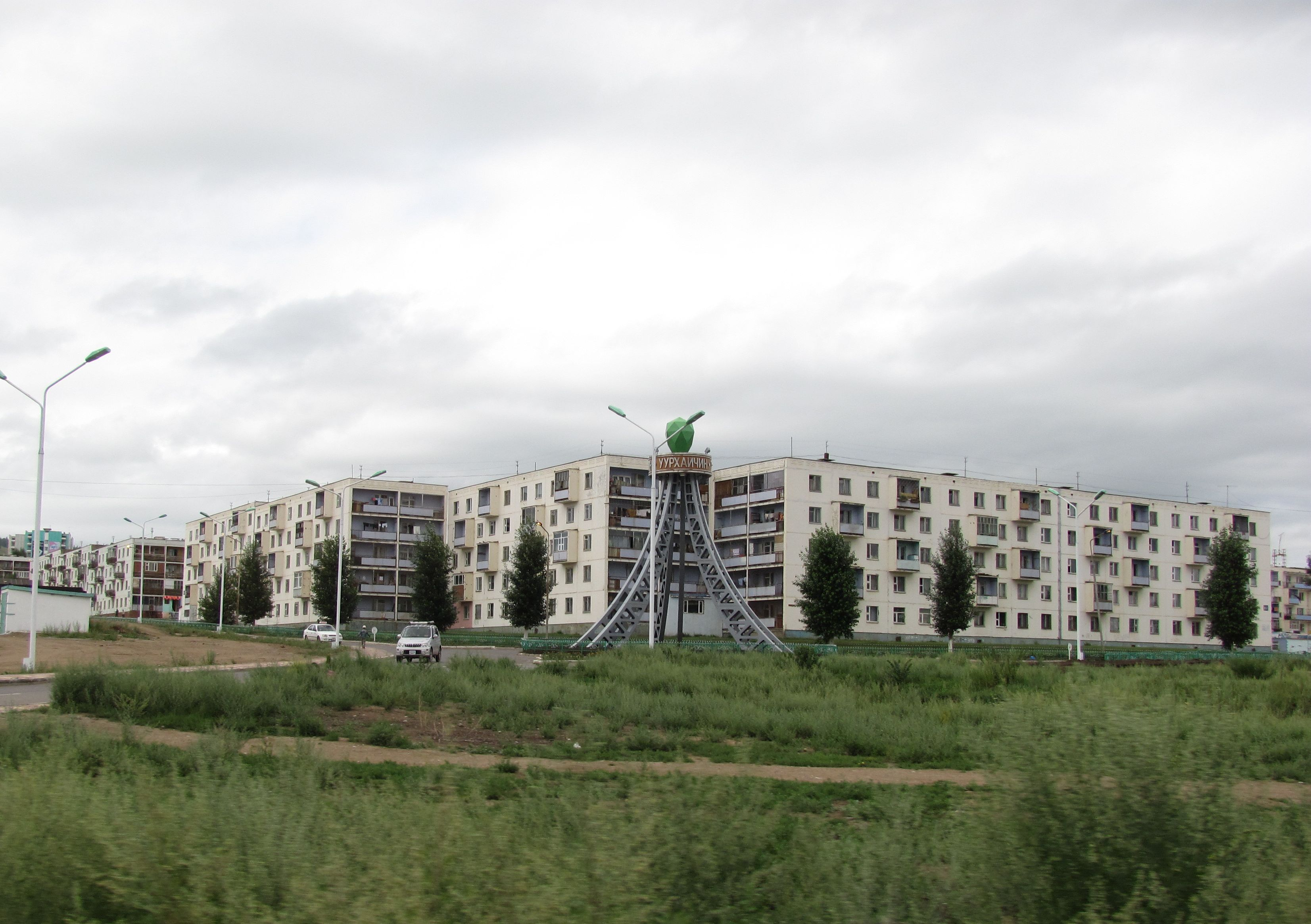
Centro de la ciudad
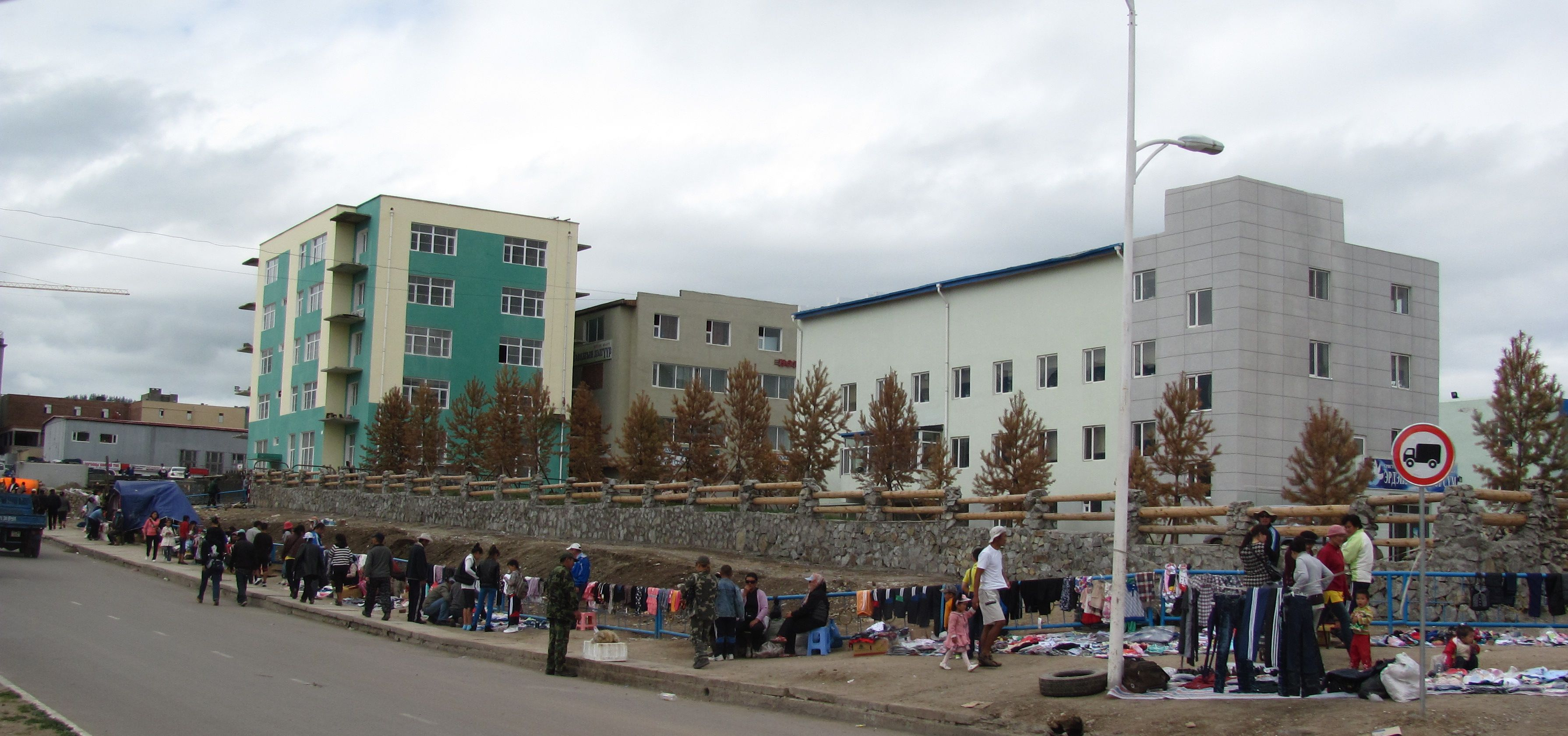
Mercado en el centro
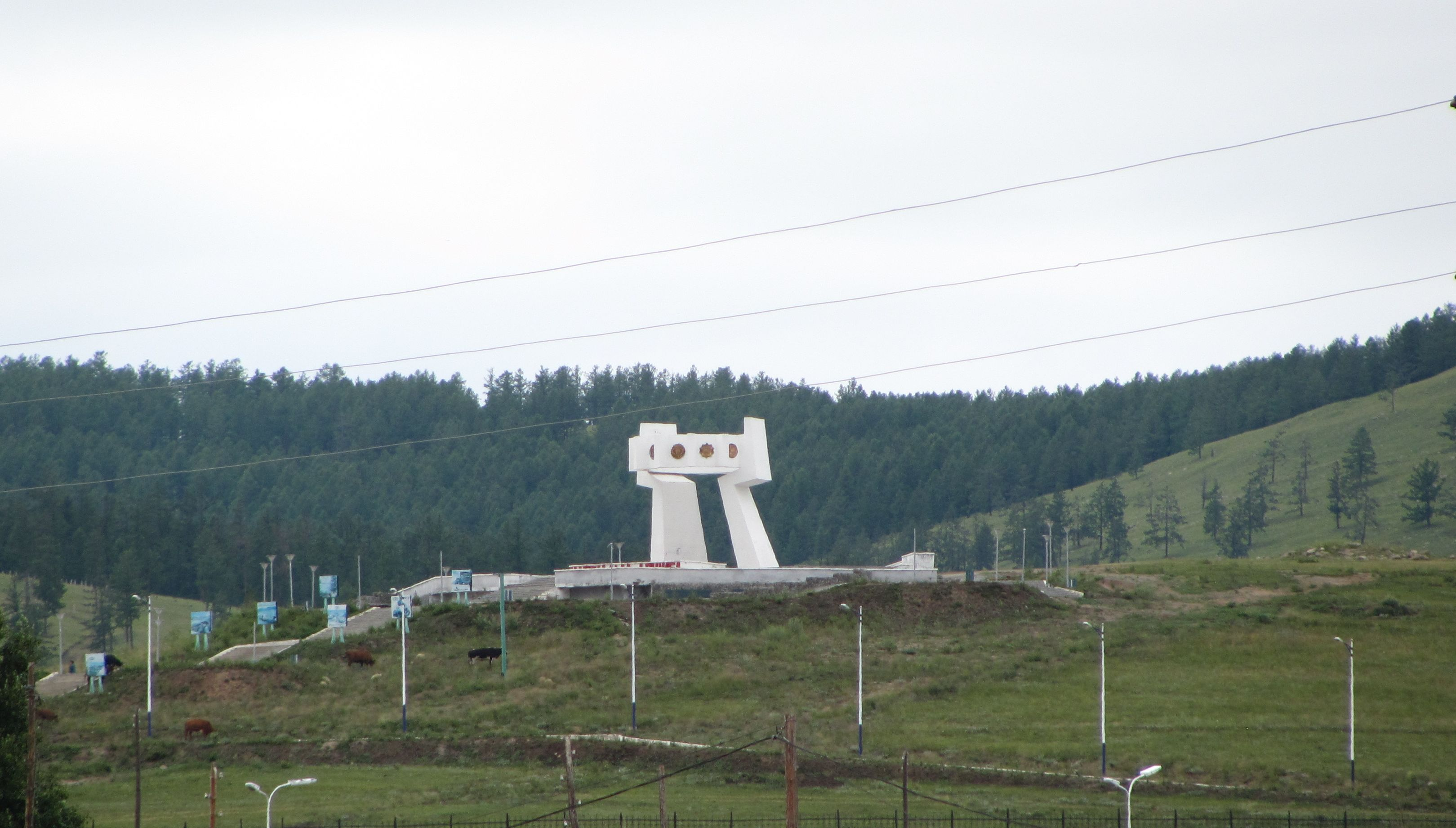
Monumento de la Amistad con la Unión Soviética
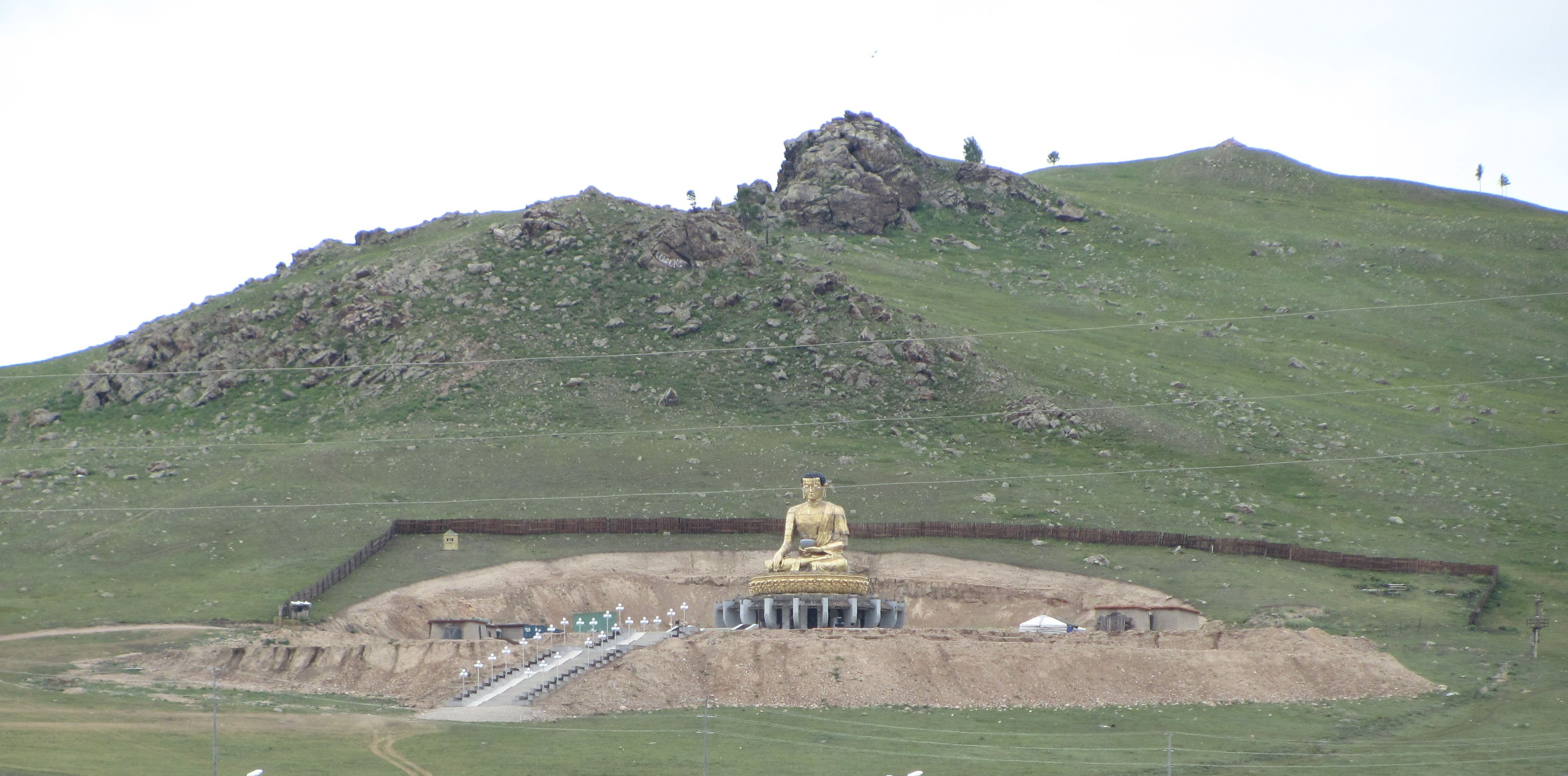
Nueva estatua de Buda
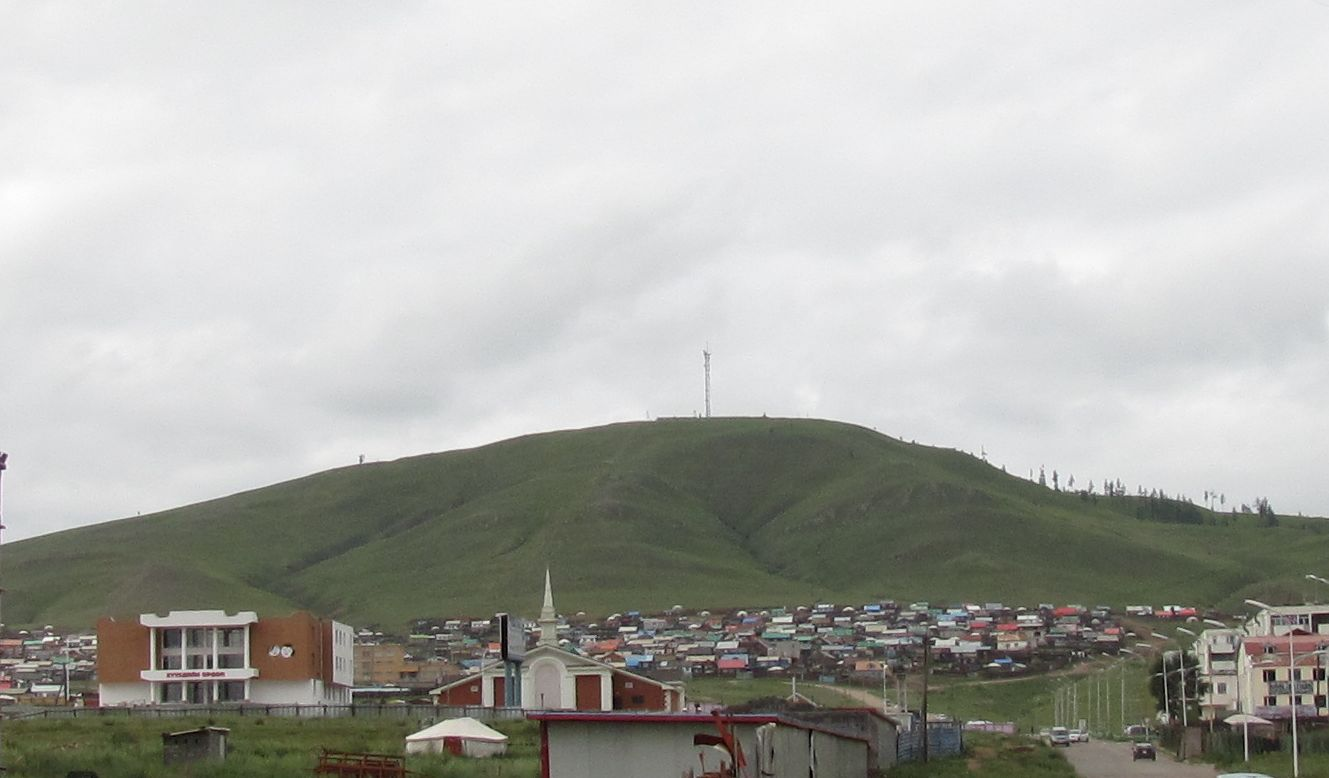
Barrio residencial
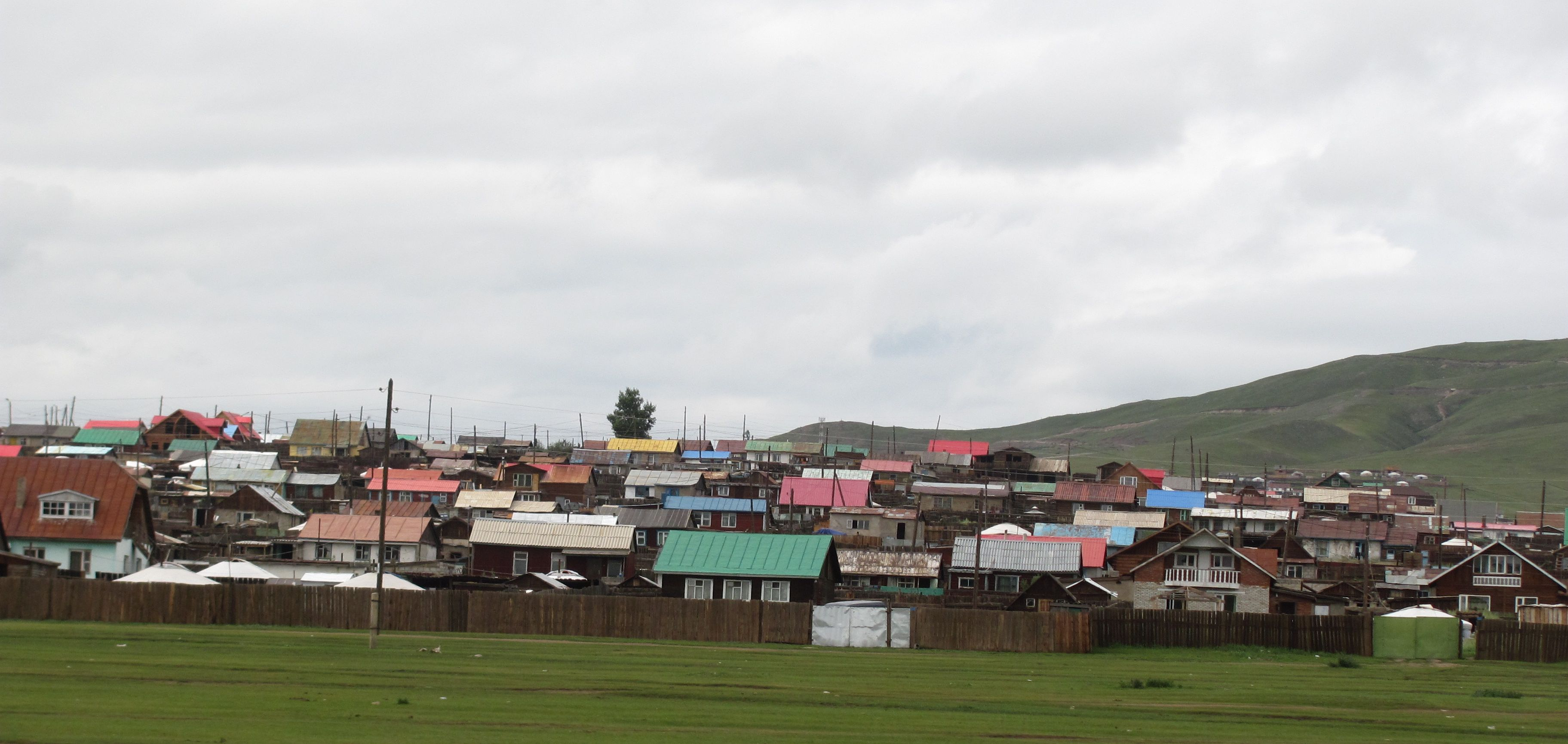
Barrio típico en el oeste de la ciudad
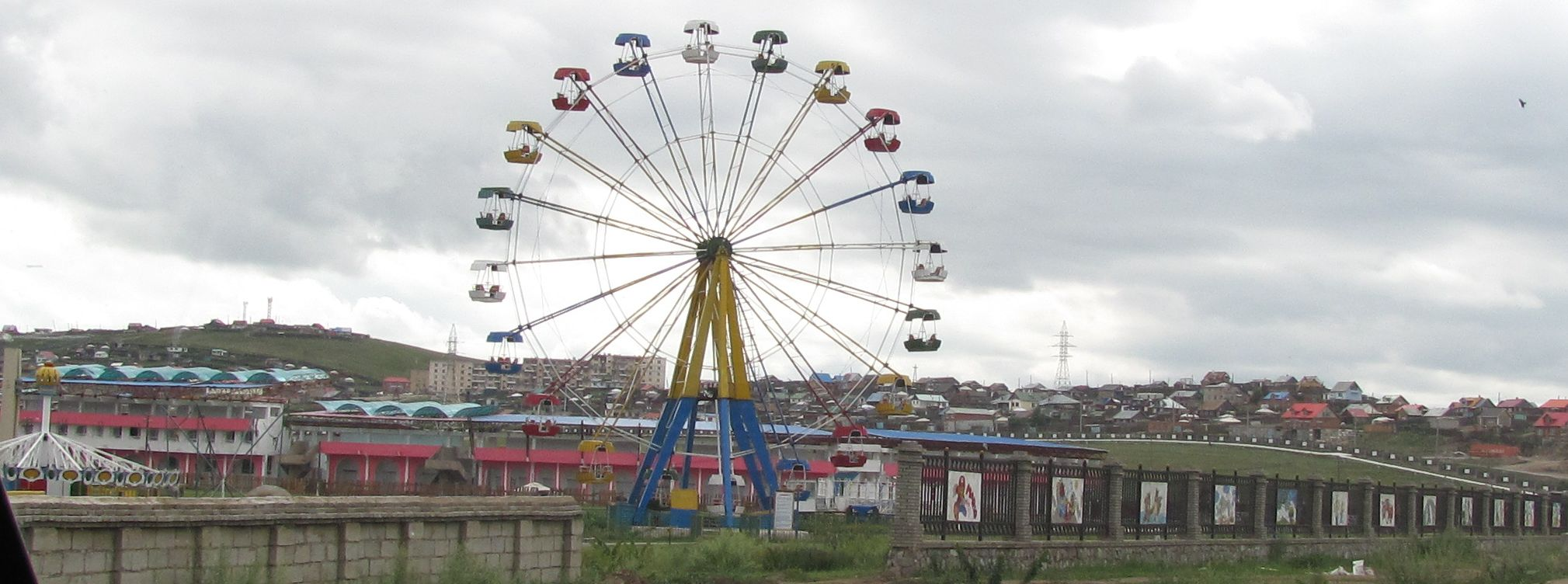
Parque de atracciones